# Łuszczyca
Łuszczyca (łac. psoriasis) – przewlekła, nawracająca choroba układowa mediowana immunologicznie (należy do chorób autoimmunizacyjnych), w której procesy zapalne charakteryzują się obecnością objawów skórnych – łuszczących się wykwitów – i stawowo-ścięgnistych. Wedle niektórych źródeł dotyka 2–4% populacji, wedle innych ocenia się, że dotyczy 16 osób na 1000 populacji ogólnej. Nie stwierdza się predykatyw co do płci. Łuszczyca jest schorzeniem uwarunkowanym genetycznie o dziedziczeniu wielogenowym. Stwierdzone zachorowanie u jednego z bliźniąt jednojajowych daje 70–80% szans na wystąpienie tej przypadłości u drugiego. Wśród bliźniąt dwujajowych ryzyko spada do 15–25%. Łuszczyca u jednego rodzica obarcza potomstwo ryzykiem zachorowania w 25%. Gdy dotyczy obojga rodziców, zagrożenie sięga 60%.
Główną rolę w patogenezie odgrywają czynniki immunologiczne, nieprawidłowe funkcjonowanie składników układu odpornościowego – limfocytów T i wydzielanych przez nie cytokin. Stwierdzono także istnienie wspólnych mechanizmów patogenetycznych w łuszczycy i w chorobach serca i naczyń oraz błony naczyniowej oka. Łuszczyca jest schorzeniem niezakaźnym i niezłośliwym. Cechuje się przewlekłym przebiegiem z tendencją do samoistnego ustępowania i nawrotów. Pierwszy wysiew zmian może wystąpić w każdym wieku. Szczyt zachorowań przypada na drugą i trzecią dekadę życia.

## Historia
Pierwszy opis choroby odpowiadającej objawom łuszczycy z ok. 460–370 roku p.n.e. sporządził Hipokrates. W I w. n.e. Korneliusz Celsus opisał łuszczycę w dzisiejszym rozumieniu pod nazwą impetigo. Słowa psoriasis stosowanego w dermatologii na określenie swędzących zmian skórnych przy łuszczycy użył po raz pierwszy Galen. Długo odrębne schorzenia skóry lub zakaźne choroby ogólnoustrojowe, manifestujące się m.in. na skórze, traktowane były jako jedna jednostka chorobowa. Łuszczycę jako odrębne schorzenie zdefiniował w XX stuleciu Robert Willian. Jeszcze do połowy XIX wieku mylono ją z trądem i chorych izolowano.

## Obraz kliniczny
Charakterystycznym objawem łuszczycy są owalne bądź okrągłe, czerwonobrunatne lub zaróżowione, płaskie grudki o wyrazistych brzegach i zróżnicowanej wielkości pokryte srebrzystą lub srebrzystoszarą, nawarstwiającą się łuską, powstałą w wyniku zrogowacenia ognisk chorobowych. Zmiany mają czasem tendencję do zlewania się. Wykwity występują najczęściej na skórze prostowników kończyn (głównie łokci i kolan), okolicy kości krzyżowej, okolicy pośladkowej, na owłosionej skórze głowy oraz skórze stóp i dłoni. Cechą charakterystyczną zmian w obrębie owłosionej skóry głowy jest ich przechodzenie na gładką skórę czoła, karku czy za uszami. Najczęściej spotykaną, ze względu na obraz kliniczny, formą jest łuszczyca zwykła (psoriasis vulgaris), na którą zapada ok. 90% chorych.
Nasilenie choroby jest zróżnicowane: od form z nielicznymi, niewielkimi wykwitami skórnymi, wielkości łebka od szpilki, po ciężkie postacie choroby, charakteryzujące się zmianami zapalnymi i wysiękowymi, często przybierającymi formę uogólnioną (erytrodermia łuszczycowa).
U około 5–20% chorych pojawia się postać stawowa łuszczycy (psoriasis arthropatica) w której dochodzi do łuszczycowego zapalenia stawów.
Niekiedy łuszczyca bywa mylona z atopowym zapaleniem skóry.

## Czynniki wyzwalające manifestację choroby
Do najczęściej wymienianych czynników wywołujących łuszczycowe reakcje skórne należą:
- Infekcje:

1. Bakteryjne infekcje górnych dróg oddechowych spowodowane paciorkowcem np. angina ropna.
2. Niewyleczone ogniska zapalne – migdałki podniebienne, próchnica, zapalenia dróg moczowych.
3. Infekcje wirusowe u dzieci (ospa wietrzna, różyczka, odra) i u dorosłych (półpasiec).
4. Infekcje spowodowane drożdżakami – szczególnie u osób z nadwagą posiadających uwarunkowania genetyczne do rozwoju łuszczycy.

- Schorzenia internistyczne zmieniające procesy przemiany materii, np. cukrzyca typu 2 u osób w zaawansowanym wieku, hipokalcemia (niski poziom wapnia we krwi) lub dna moczanowa[6].
- Mechaniczne uszkodzenia lub długotrwałe podrażnienia skóry:

1. Zadrapania, rany, blizny chirurgiczne, oparzenia (słoneczne, wrzątkiem, substancjami drażniącymi), jak i ukłucia po szczepieniach, powodują pojawienie się zmian łuszczycowych dokładnie w miejscach urazu – objaw Köbnera.
2. Długotrwały ucisk powodowany np. paskiem od zegarka czy ubrania oraz w miejscach szczególnie narażonych na urazy – łokcie, kolana, dłonie, stopy.
3. Silne nasłonecznienie jest czynnikiem wyzwalającym objawy u 10% chorych[7].

- Lekarstwa, nikotyna i alkohol.

1. Przyjmowanie leków beta-blokujących u pacjentów z nadciśnieniem, soli litu w leczeniu depresji, leków antymalarycznych, niesteroidowych leków przeciwzapalnych, sulfonów, inhibitorów konwertazy angiotensyny, interferonu alfa oraz odstawienie lub redukcja leków kortykosteroidowych.
2. Interferon – może zaostrzyć przebieg
3. Hormony – choroba często pojawia się w okresie dojrzewania lub przekwitania, kiedy dochodzi do znaczących zmian w gospodarce hormonalnej organizmu.
4. Regularne nadużywanie alkoholu powoduje pojawienie się ciężkich form łuszczycy.
5. Palenie ponad 15 papierosów dziennie jest jednym z czynników ryzyka zachorowania na łuszczycę[8].

- Stres, silne wstrząsy psychiczne.

1. Około 30% pacjentów twierdzi, że stres był u nich przyczyną manifestacji choroby. Dla znacznej grupy chorych, jest on czynnikiem zaostrzającym objawy.

U wielu pacjentów alkohol, nadwaga, niedobór snu, nikotyna, nieodpowiednie kosmetyki, ciasne, niewygodne ubranie z syntetycznych materiałów, uniemożliwiające skórze oddychanie lub nadmierna higiena, powodują zaostrzenie objawów chorobowych.
Również źle przeprowadzona, zbyt agresywna terapia może spowodować pogorszenie stanu skóry.

## Typy łuszczycy
- Łuszczyca zwykła (psoriasis vulgaris)
- Łuszczyca zadawniona (psoriasis inveterata)
- Łuszczyca brodawkująca (psoriasis verrucosa)
- Łuszczyca owłosionej skóry głowy (psoriasis capitis)
- Łuszczyca wysiękowa (psoriasis exsudativa)
- Łuszczyca brudźcowa (psoriasis rupioides)
- Łuszczyca kropelkowata, grudkowa (psoriasis guttata)
- Łuszczyca plackowata (large plaque psoriasis)
- Łuszczyca stawowa (psoriasis arthropatica)
  - typu dystalnego
  - typu reumatoidalnego
  - typu zniekształcajacego
- Łuszczyca krostkowa (psoriasis pustulosa)
  - dłoni i stóp (psoriasis pustulosa palmoplataris)
  - uogólniona von Zumbusha (psoriasis pustulosa generalisata von Zumbush)
  - acrodermatosis continua Hallopeau
- Krostkowica dłoni i stóp (pustulosis palmoplantaris)
- Łuszczyca uogólniona, erytrodermia łuszczycowa (erythrodermia psoriatica)

## Charakterystyka typów łuszczycy

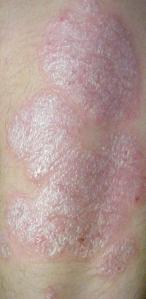
Zmiany łuszczycowe na ręce

### Łuszczyca pospolita
Jest najczęściej występującą formą łuszczycy. Dotyczy 80 do 90% osób chorych na łuszczycę. Łuszczyca pospolita typowo objawia się w postaci wypukłych obszarów rozognionej skóry pokrytych srebrnobiałą łuską.

### Łuszczyca stawowa
Łuszczyca stawowa (psoriasis athropatica) lub inaczej łuszczycowe zapalenie stawów jest jedną z groźniejszych form łuszczycy, należącą do grupy tzw. spondyloartropatii seronegatywnych. Powoduje ona przewlekłe zapalenia stawów, a objawy zapalenia dotyczą również przylegających struktur, takich jak ścięgna, kaletki maziowe i tkanka podskórna. Może prowadzić do trwałego kalectwa. Zazwyczaj jest ona połączona z inną formą tej choroby, objawiającą się zmianami skórnymi, jednak zdarza się, że zmiany skórne pojawiają się później i mogą też być niewielkie. Zmiany skórne poprzedzają objawy stawowe w około 75% przypadków. Typowo, objawy skórne choroby pojawiają się na 10 lat przed początkiem dolegliwości stawowych. Choroba dotyczy 0,02–0,1% populacji i najczęściej ujawnia się ok. 40 r.ż..
Wyróżnia się pięć głównych postaci łuszczycowego zapalenia stawów (dwie pierwsze stanowią większość przypadków):
- niesymetryczne zapalenie kilku stawów – dotyczy różnych miejsc po obydwu stronach ciała, przy czym zajętych jest zazwyczaj mniej niż 5 stawów; na początku najczęściej są to stawy rąk i stóp (często pod postacią „palców kiełbaskowatych”),
- symetryczne zapalenie wielu stawów – zajęte są nadgarstki, stawy rąk i stóp, stawy skokowe; postać ta wymaga odróżnienia od reumatoidalnego zapalenia stawów; częściej występuje u kobiet,
- zapalenie dystalnych stawów międzypaliczkowych (czyli końcowych stawów palców rąk i stóp; występuje u 5–10% osób z łuszczycowym zapaleniem stawów) – częstsza u mężczyzn,
- postać osiowa (5% przypadków) – atakuje stawy kręgosłupa i stawy krzyżowo-biodrowe (łączące kręgosłup z miednicą); częściej dotyka mężczyzn; charakterystycznymi objawami są ból i sztywność kręgosłupa (dolegliwości nasilają się w nocy i nad ranem, ulgę przynosi rozruszanie się),
- postać okaleczająca (dotyczy około 5% osób) – powoduje znaczne zniszczenie i deformacje stawów (jak np. palce teleskopowe).

Czasami nie można wyodrębnić jednej postaci choroby, różne postaci choroby mogą się również na siebie nakładać.
Charakterystycznymi objawami łuszczycowego zapalenia stawów w obrębie narządu są:
- ból, sztywność i obrzęk stawów z ograniczeniem ich ruchomości; objawy zapalenia dotyczą również przylegających struktur, takich jak ścięgna i kaletki maziowe,
- zapalenie przyczepów ścięgnistych (miejsc przyczepu do kości ścięgien, więzadeł lub torebek stawowych) – jest to charakterystyczny objaw łuszczycowego zapalenia stawów i innych chorób z grupy tzw. spondyloartropatii seronegatywnych; objawia się bólem i tkliwością takich miejsc, jak pięty, połączenie żeber z mostkiem i kręgosłup, ale może dotyczyć również wielu innych lokalizacji,
- zapalenie palca – choroba atakuje stawy, ścięgna, tkankę podskórną, powodując objaw „palca kiełbaskowatego” – zajęty palec jest w całości poszerzony, bolesny i odstaje od innych palców, może wystąpić również zaczerwienienie skóry,
- deformacje stawów – występują głównie w postaci okaleczającej (u ok. 5% chorych); charakterystyczne dla łuszczycowego zapalenia stawów są tzw. palce teleskopowe, czyli skrócenie palców w wyniku zniszczenia kości,
- dna moczanowa – może towarzyszyć łuszczycowemu zapaleniu stawów, zwłaszcza przy rozległych zmianach skórnych powodujących zwiększenie stężenia kwasu moczowego; napad dny moczanowej może być trudny do odróżnienia od zaostrzenia łuszczycowego zapalenia stawów (rozpoznanie ułatwia nakłucie stawu i pobranie z niego płynu do badania)[11].

### Łuszczyca kropelkowata
Charakteryzuje się licznymi, małymi i owalnymi (kropelkowatymi) punkcikami (od wielkości łebka szpilki do maksymalnie 1–2 cm). Te liczne ogniska łuszczycy występują na dużych powierzchniach takich jak tułów. Ta postać jest powiązana z paciorkowym zapaleniem gardła lub innymi infekcjami.

### Łuszczyca plackowata
Duże, zlewające się wykwity. Zmiany żywoczerwone, ogniska okrągłe lub owalne, często pokryte srebrzystobiałą łuską ze względu na przyspieszony proces rogowacenia w obrębie tarcz chorobowych.

### Łuszczyca odwrócona
(Psoriasis Inversa): Zajmuje powierzchnie zgięciowe, np. stawów łokciowych lub kolanowych. Zmiany mogą mieć charakter sączący. Nie wykazują obecności łuski. Ten typ łuszczycy częściej występuje u osób w starszym wieku.

### Łuszczyca krostkowa
Objawia się w postaci krost wypełnionych jałową treścią ropną. Skóra okolicy wykwitowej jest objęta odczynem zapalnym. Zmiany są tkliwe i występują na rumieniowym podłożu. Łuszczyca krostkowa jest zlokalizowana na dłoniach, stopach lub rzadziej – występuje w postaci uogólnionej, z rozległymi „łatami”.

#### Łuszczyca krostkowa uogólniona
(Łuszczyca typu von Zumbusha) Postać łuszczycy występująca głównie u dorosłych, o najcięższym przebiegu. Wysiewowi zmian towarzyszy wysoka gorączka, osłabienie, zły stan ogólny, w części przypadków z zagrożeniem życia włącznie. Pojawiające się w przeciągu kilku godzin (< 24 godz.) ropne krosty występują na podłożu rumieniowym i są zgrupowane w pakiety. Obecny jest objaw Nikolskiego. We krwi stwierdza się leukocytozę. Objawy są podobne do toksycznej nekrolizy naskórka (zespół Lyella). Schorzenie grozi poważnymi powikłaniami – amyloidozą nerek, zgonem.

#### Łuszczyca krostkowa dłoni i stóp
(psoriasis pustulosa palmoplantaris) Rzadka postać łuszczycy, występująca częściej u kobiet niż u mężczyzn (4:1). Choroba zazwyczaj rozpoczyna się w 50–60 r.ż. Wykwity pojawiają się falowo na dłoniach i stopach – najczęściej na kciuku i palcu V, po stronie zginaczy palców, na piętach i łuku stopy. Choroba zazwyczaj nie obejmuje dystalnych części palców dłoni i stóp.

#### Acrodermatitis continua Hallopeau
Występują zmiany zlewne rumieniowe-złuszczające i krostkowe, ograniczone do dystalnych części palców rąk.

#### Łuszczyca paznokci
Łuszczyca paznokci (psoriasis unguium) cechuje się obecnością poprzecznych rowków i zagłębień w płytce paznokciowej (niczym w naparstku – skutek zniszczenia łożyska paznokcia), hiperkeratozą podpaznokciową, onycholizą i obecnością żółto-brązowych plam pod płytką paznokciową – patognomonicznych dla łuszczycy tzw. plam olejowych. Płytki mogą być kruche i łamliwe. Może też dojść do onycholizy. Łuszczyca paznokci występuje u 25% chorych – dotyczy 75–86% przypadków łuszczycy stawowej i 20–30% łuszczycy zwyczajnej. Mylona jest z grzybicą paznokci.

### Łuszczyca wysiękowa
Zmiany nietypowe, zlokalizowane w fałdach skórnych (pachowe, pachwinowe) oraz w okolicach narządów płciowych.

### Łuszczyca zastarzała
Zmiany pogrubiałe, pokryte grubą warstwą srebrzystobiałej łuski o hiperkeratotycznej powierzchni; często zmiany utrzymują się miesiącami lub latami.

### Łuszczyca brodawkująca
Charakteryzuje się brodawkowatym, nierównomiernym przerostem naskórka o wzmożonym rozwoju.

### Łuszczyca brudźcowa
Zadawniona postać łuszczycy wysiękowej, ta sama lokalizacja zmian skórnych; strupy są przerosłe, nawarstwione i wilgotne.

### Erytrodermia łuszczycowa
Dotyczy rozległego zapalenia i łuszczenia się skóry na dużych powierzchniach ciała. U chorych w wielu przypadkach stwierdza się tylko niewielkie rezerwy skóry niezmienionej chorobowo. Możliwe jest współwystępowanie uporczywego świądu, obrzęku oraz bólu. Często jest rezultatem zaostrzenia się łuszczycy pospolitej, szczególnie następującego nagłego cofnięcia leczenia ogólnoustrojowego. Często ma ciężki przebieg, z wysoką temperaturą, utrata płynów, zaburzeniami wodno-elektrolitowymi i wtórnymi zakażeniami.

## Terapia

### Farmakoterapia

#### Leczenie zewnętrzne
W przypadku łuszczycy zwykłej jest zwykle wystarczające, ale w lżejszych postaciach łuszczycy, obejmujących do 25% powierzchni ciała. Ma na celu usunięcie łusek, a następnie zahamowanie nadmiernej proliferacji naskórka. Ocenia się, że około 70% chorych można leczyć jedynie środkami do stosowania miejscowego.

##### Leczenie złuszczające
- maść salicylowa 5–30%
- maść mocznikowa 10–20%
- maść solankowa (tj. z chlorkiem sodu) 5–10%
- oliwa salicylowa 5–7% (stosowana na owłosioną skórę głowy)
- maść salicylowo-siarkowa
- cignolina 0,025–0,2% albo w tzw. „terapii minutowej” – tj. aplikacja specyfiku na maksymalnie 2 h – w stężeniu powyżej 2%
- dziegcie (produkt suchej destylacji drewna; hamujące podział komórek naskórka)

##### Leczenie redukujące
- ditranol (antralina, cignolina)
- dziegcie roślinne (sosnowy – pix liquida pini, brzozowy – oleum rusci = pix betulae, bukowy – pix fagi, jałowcowy – pix juniperi) oraz mineralne (prodermina – pix lithanthracis, płyn ze smołą pogazową i saponinami – liquor carbonis detergens) w różnych zakresach stężeń, najczęściej 5–20%.
- pirogalol (obecnie rzadko)
- kortykosteroidy
- witamina D3
- retinoidy (tazaroten 0,05–1%, maść)

#### Leczenie ogólne
Leczenie ogólne zaleca się po nieskutecznej terapii miejscowej oraz w ciężkich przypadkach zachorowania. Leczenie łuszczycy lekami ogólnoustrojowymi najogólniej można określić jako immunosupresję. Jest ono jednak obarczone ryzykiem wystąpienia poważnych objawów ubocznych (uszkodzenie czynności wątroby i nerek, immunosupresja szpiku, nadciśnienie tętnicze). Stosuje się preparaty:
- retinoidy
- metotreksat
- hydroksymocznik
- cyklosporyna A
- kwas fumarowy i jego estry
- antybiotyki
- leki biologiczne (rekombinowane ludzkie cytokiny, przeciwciała monoklonalne, białka fuzyjne)
  - efalizumab
  - alefacept
  - etanercept
  - infliksymab
  - adalimumab[14]

Nie należy włączać glikokortykosteroidów o działaniu ogólnoustrojowym, gdyż może to spowodować wysiew łuszczycy krostkowej uogólnionej. Wyjątkiem jest łuszczyca zwyczajna zmierzająca do erytrodermii. Dozwolone jest stosowanie glikokortykosteroidów przez 2–4 dni w warunkach ambulatoryjnych w celu opanowania stanu zapalnego.
W 2018 roku, na skutek odkrycia nowego szlaku metabolicznego, którego skutkiem są niektóre objawy łuszczycy pospolitej, amerykańska FDA zaproponowała zastosowanie w terapii przeciwciał monoklonalnych wymierzonych w interleukinę 17 (sekukinumab, iksekizumab i brodalumab) oraz 23 (guselkumab i tyldrakizumab).

### Fototerapia
- PUVA terapia
- UVB terapia
- SUP (selektywna fototerapia)

### Fotochemioterapia
- PUVA (psoraleny + UVA)
- re-PUVA (psoraleny + UVA + retinoidy)

### Inne sposoby leczenia
- jako preparaty wspomagające stosuje się środki przeciwświądowe o działaniu uspokajającym
- balneoterapia – kąpiele solankowe i słoneczne
- klimatoterapia – kąpiele w Morzu Martwym
- psychoterapia z metodami relaksacyjnymi
- w niektórych publikacjach sugeruje się korzyść wynikającą ze stosowania diety bezglutenowej[17][18][19]
- unikanie urazów skóry
- ogólna higiena skóry

Spożywanie oleju rybiego może mieć umiarkowany wpływ na objawy łuszczycy.

### Metody o nieudowodnionej skuteczności
- zwiększenie spożycia omega-3 wielonienasyconych kwasów tłuszczowych[22]
- ograniczenie spożycia mięsa, nabiału, skrobi, cukru, octu na rzecz owoców, ziół i białka roślinnego
- terapia naltreksonem w niskiej dawce (w trakcie badań)[23][24]

## Klasyfikacja ICD10
| kod ICD10     | nazwa choroby                                                |
| ------------- | ------------------------------------------------------------ |
| ICD-10: L40   | Łuszczyca                                                    |
| ICD-10: L40.0 | Łuszczyca pospolita                                          |
| ICD-10: L40.1 | Łuszczyca krostkowa uogólniona                               |
| ICD-10: L40.2 | Zapalenie ciągłe krostkowe kończyn [acrodermatitis continua] |
| ICD-10: L40.3 | Łuszczyca krostkowa dłoni i podeszew                         |
| ICD-10: L40.4 | Łuszczyca grudkowa                                           |
| ICD-10: L40.5 | Łuszczyca stawowa (M07.0-M07.3, M09.0)                       |
| ICD-10: L40.8 | Inna łuszczyca                                               |
| ICD-10: L40.9 | Nieokreślona łuszczyca                                       |